# Tilapia busumana
„Tilapia“ busumana ist eine westafrikanische Buntbarschart, die im Bosumtwisee im südwestlichen Ghana endemisch vorkommt. Aufgrund der Verschmutzung des Heimatgewässers durch den Bergbau und den damit einhergehenden Eintrag von Schwermetallen gilt „Tilapia“ busumana als gefährdet (Vulnerable).

## Merkmale
„Tilapia“ busumana ist eine recht hochrückige Buntbarschart von typischer Buntbarschgestalt. Das Stirnprofil erwachsener Tiere ist meist leicht konvex, die Schwanzflosse ist leicht abgerundet. Die Fische sind grau gefärbt und zeigen auf ihren Körperseiten entweder mehrere senkrechte, dunkle Streifen oder zwei dunkle Längsstreifen. Brust, Bauch und die Körperseiten können aber auch gelblich sein. Auf der Rückenflosse, der Afterflosse und der Schwanzflosse können helle Punkte auftreten. Die vorderen Zähne der äußeren Zahnreihe sind zweispitzig, die seitlichen konisch. Die Zähne der inneren Zahnreihen sind dreispitzig mit drei gleich großen Spitzen bei Jungfischen und einer größeren mittleren Spitze bei ausgewachsenen Tieren. Auf dem unteren Kiemenbogen befinden sich acht bis zwölf Kiemenrechen.
- Flossenformel: Dorsale XIV–XVI/10–13, Anale III/7–8.

## Systematik
Die Art wurde 1903 durch den deutschen Zoologen Albert Günther als Chromis busumana beschrieben, später aber in die Gattung Tilapia überführt. Die Artbezeichnung galt lange Zeit für die Buntbarsche des Bosumtwisees und für die ähnlichen Buntbarsche aus dem Einzugsgebiet der Flüsse Bia, Tano und Pra im südwestlichen Ghana und in der südöstlichen Elfenbeinküste. Letztere wurden im Jahr 2010 als eigenständige Art von „Tilapia“ busumana abgetrennt und erhielten die Bezeichnung Tilapia pra. Sie werden größer als „Tilapia“ busumana und unterscheiden sich auch in ihrem Brutverhalten von den Buntbarschen im Bosumtwisee.
Bei einer Revision der substratlaichenden Tilapiini durch deutsche Wissenschaftler wurde eine nahe Verwandtschaft von „Tilapia“ busumana, „Tilapia“ pra und einer weiteren „Tilapia“-Art mit der in Stromschnellen vorkommenden Buntbarschgattung Gobiocichla festgestellt und ein neuer Tribus für die Gattung Gobiocichla und ihre nächsten Verwandten eingeführt, die Gobiocichlini. Bis für die unmittelbaren Verwandten von Gobiocichla ein neuer Gattungsname eingeführt wird, verbleiben sie aber in ihren alten Gattungen.